# キヤノン EOS 5 QD

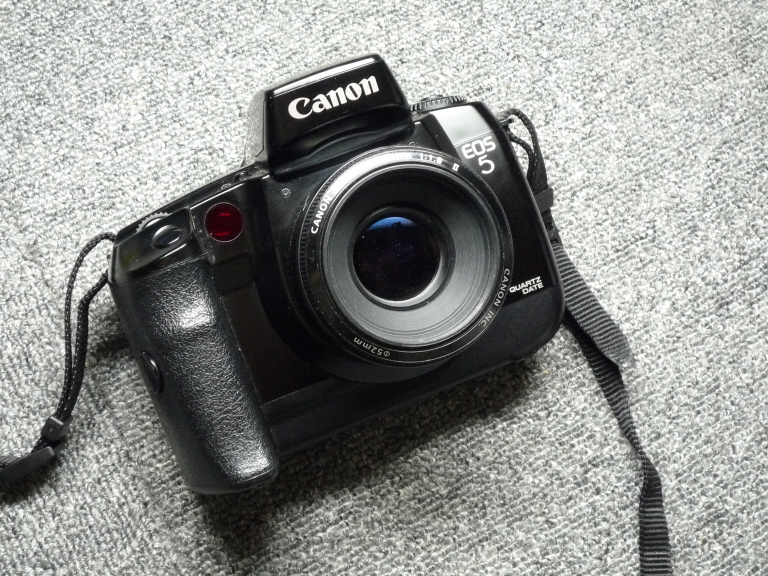
キヤノン EOS 5 QD

キヤノン EOS 5 QD は、1992年11月に発売されたキヤノンの一眼レフカメラ（銀塩フィルム用）である。

## 概要
世界初の視線入力AF（オートフォーカス）搭載カメラである。ファインダー内に5つのAFフレームが水平に配置されており、撮影者がそのいずれかを注視することによって、オートフォーカスフレームを選択することができる。
発売当時のフラッグシップ機であった EOS-1 に次ぐ上級機種として発売された。最高シャッター速度1/8000秒、エレクトロニックフラッシュ同調速度1/200秒、秒間5コマの高速フィルム巻き上げなど、そのスペックは EOS-1に引けを取らないものであり、サブ機として愛用するプロも多かった。
1995年に後継機種であるEOS 55が発売され、1998年には上位機種となるEOS-3が発売されるが、その後も2001年まで販売が継続された。9年という販売期間はEOSシリーズ史上最長である（2008年3月現在）。先述の基本性能の高さに加えて、内蔵フラッシュや撮影シーン別のオート撮影など、イージーな撮影にも対応しており、その扱いやすさが長きに渡って販売され続けた一因でもあろう。
北米市場ではEOS A2Eの名称で販売されたが、視線入力AFを省略し代わりに視度調整機能を内蔵したEOS A2も併売されていた。

## 視線入力オートフォーカス
- 先述のとおり、焦点を合わせたいフレームに視線を移動させるだけでそのフレームが選択できるという画期的なシステムである。ファインダーを覗いている眼球に赤外線を照射し、その反射光を検出することによって撮影者が注視しているエリアが判断される。また、ファインダー内には被写界深度確認マークが配置されていて、視線を移動させるだけで絞りを設定値まで絞り込むことも可能である。
- 最初に使用するときは、モードダイヤルを「CAL」にあわせ、カメラマンの目球の状態をカメラに学習させるキャリブレーションを行う必要がある。使用者データは5人分まで保存できる。また、同一の使用者がキャリブレーションを繰り返すことにより視線入力の精度を向上できる。
- 縦位置撮影においては本機能を使用することができないが、その後の視線入力搭載機種（EOS 55、EOS-3、EOS 7／7s）では使用可能である。
- 視度補正レンズを装着した場合は、本機能を使用出来ない。

## その他
- シャッター音が非常に静かであることから、コンサート会場や演劇の舞台を撮影するカメラマンに絶大な支持を得た。反面、ポートレートやファッションなど人物撮影の現場では、モデルがポーズや表情を変えるタイミングをつかみ辛いため、不評であったという。[2]
- フィルムの巻き戻し音が非常に静かである。「サイレントEOS」と呼ばれた EOS100 QDと比較して、さらに約1/2.5に静音化されている。[3]
- EOS 5 QDの液晶パネルは適正露出からのずれ量を示すインジケーターを備えているが、米国ではこの表示が他社特許に抵触したため、北米版のEOS A2(E)では露出がオーバーかアンダーかのみを示す「＋」・「－」シンボルの表示だけとなっている。ただしEOS 5 QDのファームウェアに換装され、EOS A2(E)の外装表記にEOS 5 QDのインジケーターを備えた個体も存在する。

## 主な仕様
- 型式：モータードライブ・フラッシュ・オートデート内蔵35mmフォーカルプレーンシャッターAF/AE一眼レフカメラ
- マウント：キヤノンEFマウント
- ファインダー
  - 形式：ペンタプリズム使用のアイレベル式
  - 視野率：上下92%、左右94%
  - 倍率：0.73倍（50mmレンズ付き無限遠状態で）
- 測光方式：受光素子に16分割SPC使用のTTL開放測光（評価測光、スポット測光、中央部重点平均測光）
- 撮影モード：プログラムAE、シャッター優先AE、絞り優先AE、深度優先AE、マニュアルなど
- 使用フィルム感度：ISO 6～6400
- 露出補正：1/2ステップ、±2段
- AF制御方式：TTL-CT-SIR方式 ワンショットAFおよび動体予測AIサーボAF
- シャッター
  - 形式：縦走りフォーカルプレーン式全速電子制御シャッター
  - シャッター速度：1/8000～30秒（1/2段ステップ）、バルブ[4]、X=1/60～1/200秒
  - 巻き上げ速度：最高5コマ／秒
- エレクトロニックフラッシュ
  - 内蔵フラッシュ：ガイドナンバー13（28mm）～17（80mm以上） ※ ISO100相当・m
  - シンクロ端子：ホットシューおよびJIS-Bソケット
  - 調光方式：TTL自動調光（内蔵フラッシュおよび対応フラッシュのみ)
- 電源：リチウム電池 2CR5
- 大きさ・重量（幅×高さ×奥行き）：154×120.5×74.2mm、675g（ボディのみ）